# Tenisz a 2007. évi nyári európai ifjúsági olimpiai fesztiválon
A 2007. évi nyári európai ifjúsági olimpiai fesztiválon a tenisz versenyszámait július 23. és 27. között rendezték Belgrádban. A egy-egy férfi, női és vegyes-páros versenyszámban hirdettek eredményt.

## Összesített éremtáblázat
| A 2007. évi nyári európai ifjúsági olimpiai fesztivál összesített éremtáblázata teniszben | A 2007. évi nyári európai ifjúsági olimpiai fesztivál összesített éremtáblázata teniszben | A 2007. évi nyári európai ifjúsági olimpiai fesztivál összesített éremtáblázata teniszben | A 2007. évi nyári európai ifjúsági olimpiai fesztivál összesített éremtáblázata teniszben | A 2007. évi nyári európai ifjúsági olimpiai fesztivál összesített éremtáblázata teniszben | Olimpia  |
| ----------------------------------------------------------------------------------------- | ----------------------------------------------------------------------------------------- | ----------------------------------------------------------------------------------------- | ----------------------------------------------------------------------------------------- | ----------------------------------------------------------------------------------------- | -------- |
|                                                                                           | Ország                                                                                    | Arany                                                                                     | Ezüst                                                                                     | Bronz                                                                                     | Összesen |
| 1.                                                                                        | Grúzia                                                                                    | 1                                                                                         | 1                                                                                         | 0                                                                                         | 2        |
|                                                                                           | Szlovénia                                                                                 | 1                                                                                         | 1                                                                                         | 0                                                                                         | 2        |
| 3.                                                                                        | Ukrajna                                                                                   | 1                                                                                         | 0                                                                                         | 0                                                                                         | 1        |
| 4.                                                                                        | Olaszország                                                                               | 0                                                                                         | 1                                                                                         | 0                                                                                         | 1        |
| 5.                                                                                        | Franciaország                                                                             | 0                                                                                         | 0                                                                                         | 3                                                                                         | 3        |
| 6.                                                                                        | Lengyelország                                                                             | 0                                                                                         | 0                                                                                         | 1                                                                                         | 1        |
|                                                                                           | Spanyolország                                                                             | 0                                                                                         | 0                                                                                         | 1                                                                                         | 1        |
|                                                                                           | Svájc                                                                                     | 0                                                                                         | 0                                                                                         | 1                                                                                         | 1        |
|                                                                                           |                                                                                           |                                                                                           |                                                                                           |                                                                                           |          |
| Összesen                                                                                  | Összesen                                                                                  | 3                                                                                         | 3                                                                                         | 6                                                                                         | 12       |

## Érmesek
| A 2005. évi nyári európai ifjúsági olimpiai fesztivál érmesei teniszben |                                                    |                                          |                                                |
| Versenyszám                                                             | Arany                                              | Ezüst                                    | Bronz                                          |
| Férfi egyes                                                             | Ukrajna Yatsenko Arten                             | Olaszország Andrea Paciello              | Svájc Sandro Romano Erhat                      |
| Férfi egyes                                                             | Ukrajna Yatsenko Arten                             | Olaszország Andrea Paciello              | Franciaország Gianni Mina                      |
| Női egyes                                                               | Szlovénia Polona Hercog                            | Grúzia Ekaterine Gorgodze                | Franciaország Chloe Babet                      |
| Női egyes                                                               | Szlovénia Polona Hercog                            | Grúzia Ekaterine Gorgodze                | Lengyelország Weronika Domagava                |
| Vegyespáros                                                             | Grúzia · Ekaterine Gorgodze · Giorgi Khimidashvili | Szlovénia · Polona Hercog · Miha Plesnik | Franciaország · Chloe Babet · Gianni Mina      |
| Vegyespáros                                                             | Grúzia · Ekaterine Gorgodze · Giorgi Khimidashvili | Szlovénia · Polona Hercog · Miha Plesnik | Spanyolország · Lucia Cervera · Roberto Ortega |